# Musée Boerhaave
Pour les articles homonymes, voir Boerhaave.
Le musée Boerhaave (en néerlandais Museum Boerhaave ou Rijksmuseum voor de Geschiedenis van de Natuurwetenschappen en van de Geneeskunde) est situé à Leyde aux Pays-Bas. Ce musée contient une collection d'instruments scientifiques de toutes les disciplines de la Science, mais principalement de médecine, physique, et astronomie.
Véritable trésor des avancées scientifiques néerlandaises, le musée fait découvrir 400 ans de progrès dans la Connaissance. Les développements dans diverses sciences sont exposés dans 24 salles, sur deux étages. L'accent est mis sur les contributions des Pays-Bas.

## Histoire et collections du musée Boerhaave
L'histoire du musée Boerhaave commence en 1907, lorsque fut organisée une exposition historique de sciences naturelles et de médecine dans le bâtiment de l'Académie de l'université de Leyde. Les nombreux objets exposés provenaient de tous les lieux du pays où l'on s'intéressait à la Science. Cette exposition remporta un vif succès et l'idée de créer une exposition permanente portant sur l'histoire de la Science vit immédiatement le jour. Rien ne fut alors réalisé mais cet événement créa la dynamique pour fonder le musée de l'histoire de la Science des Pays-Bas, le précurseur de l'actuel Musée national pour l'histoire de la Science et de la médecine, mieux connu sous le nom de musée Boerhaave, nom donné en hommage à Herman Boerhaave (1668-1738), botaniste, médecin et humaniste hollandais, professeur à l'Université de Leyde.
En termes d'histoire de la Science et de la médecine, les collections du musée Boerhaave sont parmi les plus importantes du monde. Cette histoire débute au milieu du XVIe siècle qui correspond à la période des plus anciens objets présentés dans le musée, y compris l'incomparable herbarium, le plus vieux du monde. L'Âge d'or du XVIIe siècle a livré le quadrant géant de Willem Blaeu, les miscroscopes d'Antoni van Leeuwenhoek et les horloges de Christiaan Huygens, son planétarium et son télescope. Le XVIIIe siècle est représenté remarquablement par les cabinets, des laboratoires de démonstration scientifique, des professeurs W. 's Gravesande et Pieter van Musschenbroek. L'énorme foisonnement des objets du XIXe siècle comprennent les engins physiothérapeutiques du docteur Zander et des modèles anatomiques en papier-mâché. Le XXe siècle fut un second Âge d'or pour les avancées scientifiques néerlandaises : les chercheurs néerlandais reçurent maint prix Nobel ; les travaux de van 't Hoff, Lorentz, Zeeman, Van der Waals, Kamerlingh Onnes et Willem Einthoven sont mis en exergue dans le musée.

## La bibliothèque du musée Boerhaave
La bibliothèque est spécialisée dans l'histoire des sciences naturelles, de la médecine et des instruments. La collection comprend environ 25 000 volumes, 12 000 revues et 100 périodiques. Les archives (manuscrits, lettres et photos) et la collection d'images peuvent être consultées dans la salle de lecture. Le prêt gratuit est accordé à tous les visiteurs. Sont exclus du prêt les éditions antérieures à 1900, les manuels, les revues et les périodiques.

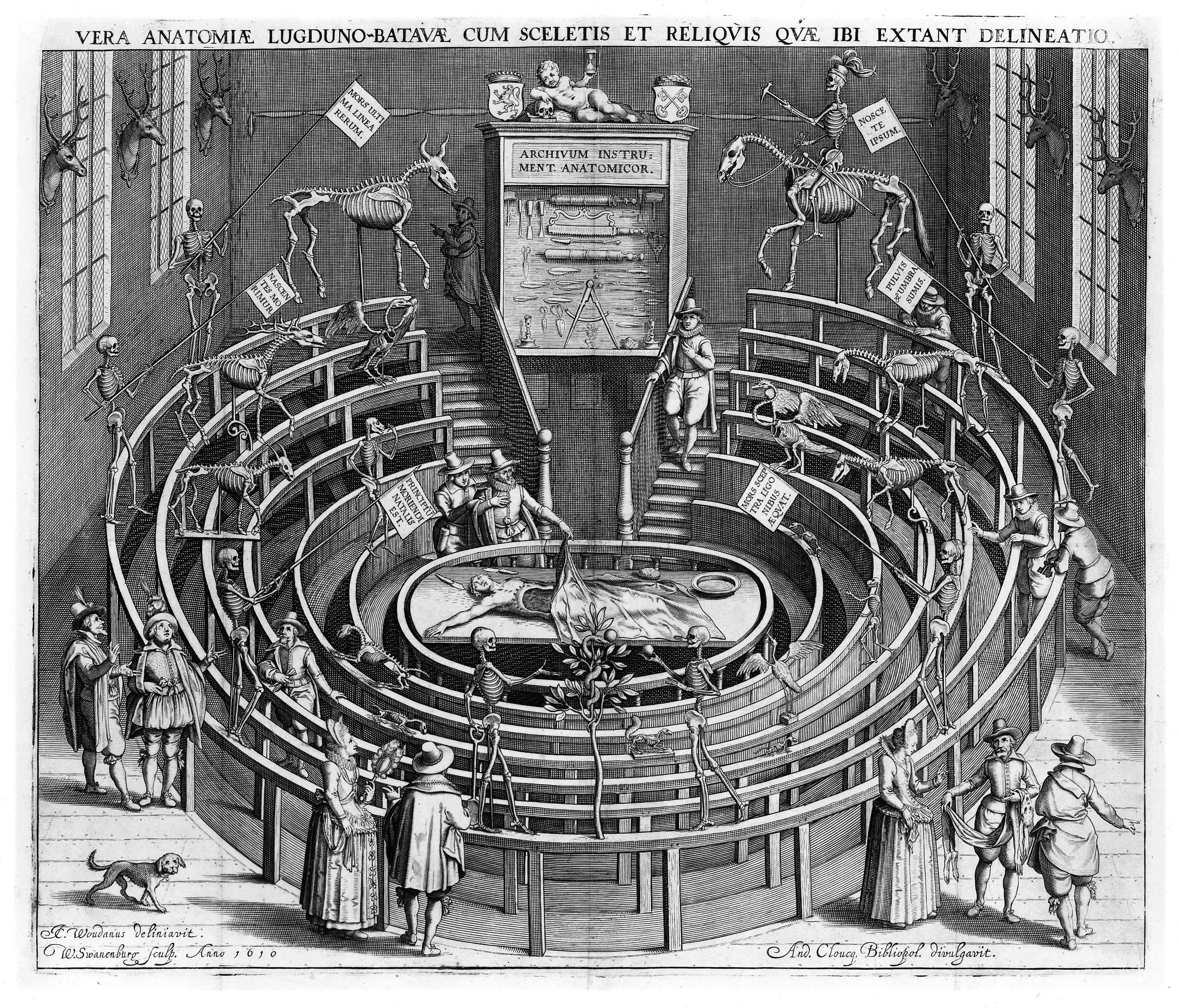
Théâtre anatomique de Leyde (1610)
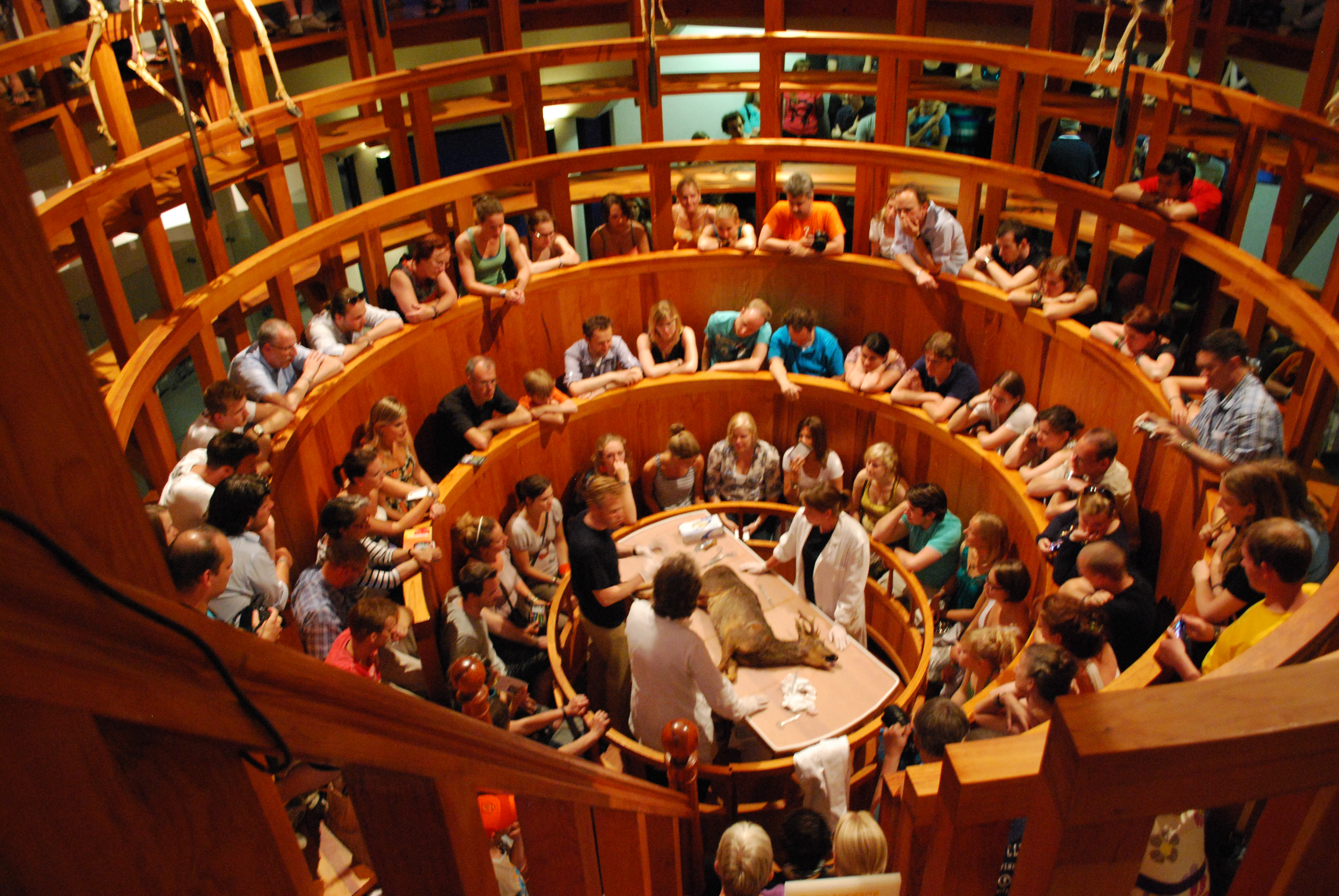
Théâtre anatomique dans Musée Boerhaave (2010)
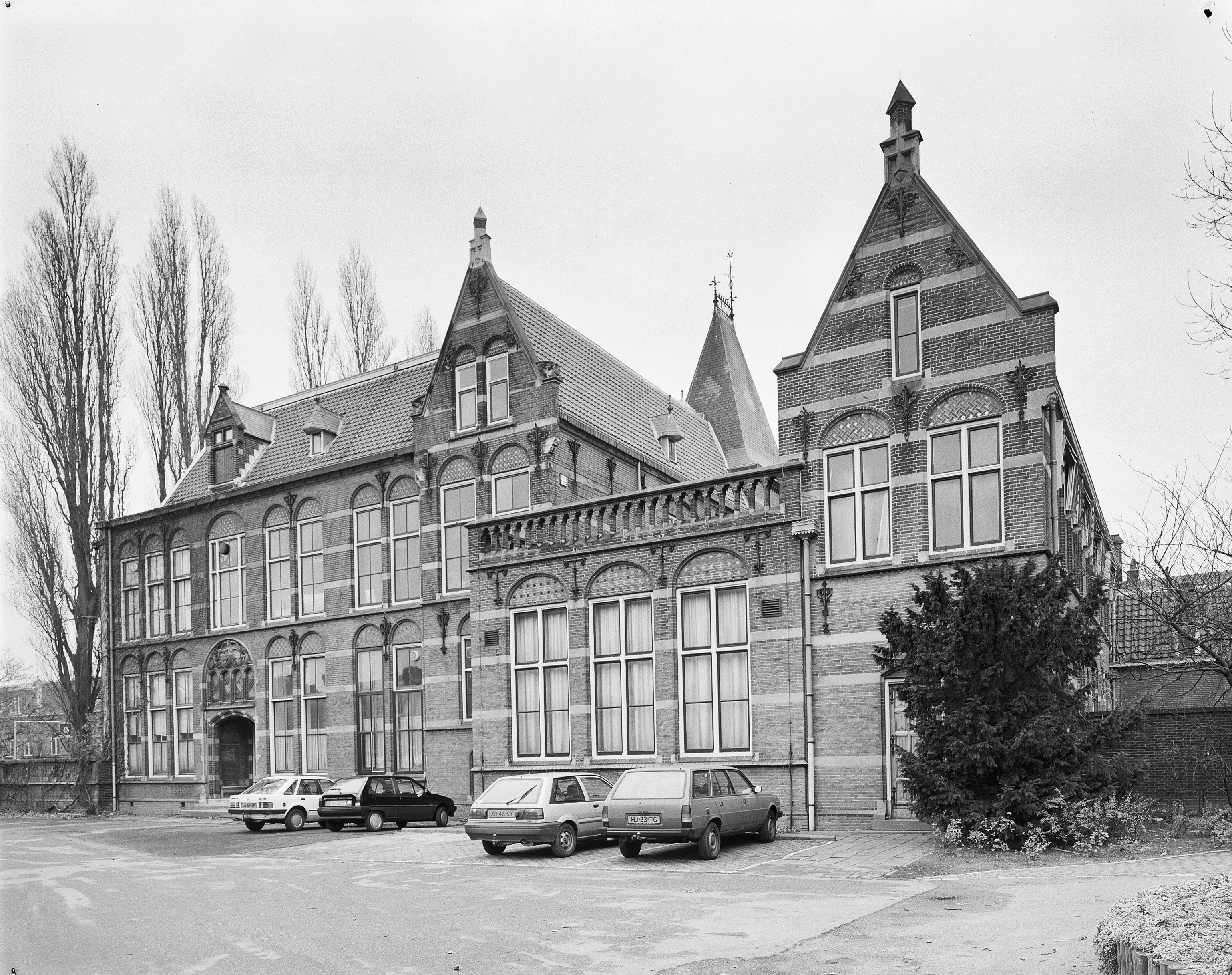
Musée Boerhaave (Steenstraat (Leiden), 1931-1991)
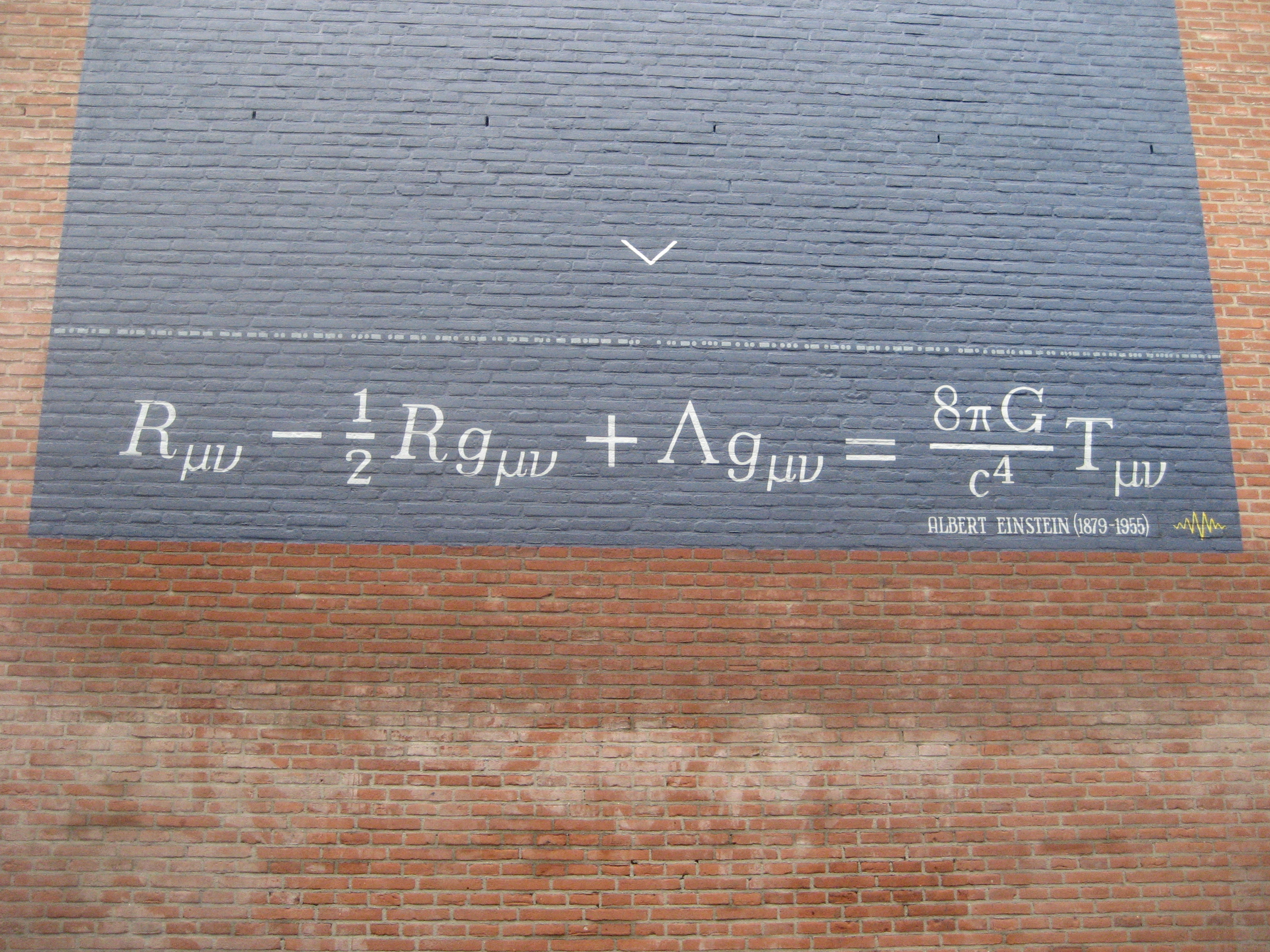
Équation d'Einstein sur le mur du musée Boerhaave